# One World Trade Center
A One World Trade Center, illetve a korábbi tervek szerint Freedom Tower komplexum középső és legnagyobb épülete. A torony a 65 000 m²-es (16 acre-es) terület északnyugati csücskén fekszik, azon a helyen, ahol a 2001. szeptember 11-ei terrortámadás során megsemmisült World Trade Center 6-os épülete állt. 2006. december 19-én történt meg az alapkőletétel. Ezenkívül még 3 nagyobb épület van tervben a Greenwich utca oldalán és még egy lakóház, ami a WTC-emlékművet fogja körülvenni. Itt lesz egy múzeum is, ami több aspektusból, a múlt és a jövő Világkereskedelmi Központjainak fog otthont adni. 2013. május 11-én elérte a végleges 541,3 méter (1776 láb), 104 emeletes magasságát, amit a függetlenségi nyilatkozat aláírásának dátumáról választottak neki.
Az épület 2013. május 11-én nyílt meg.

## Galéria - AOne World Trade Centerépítése

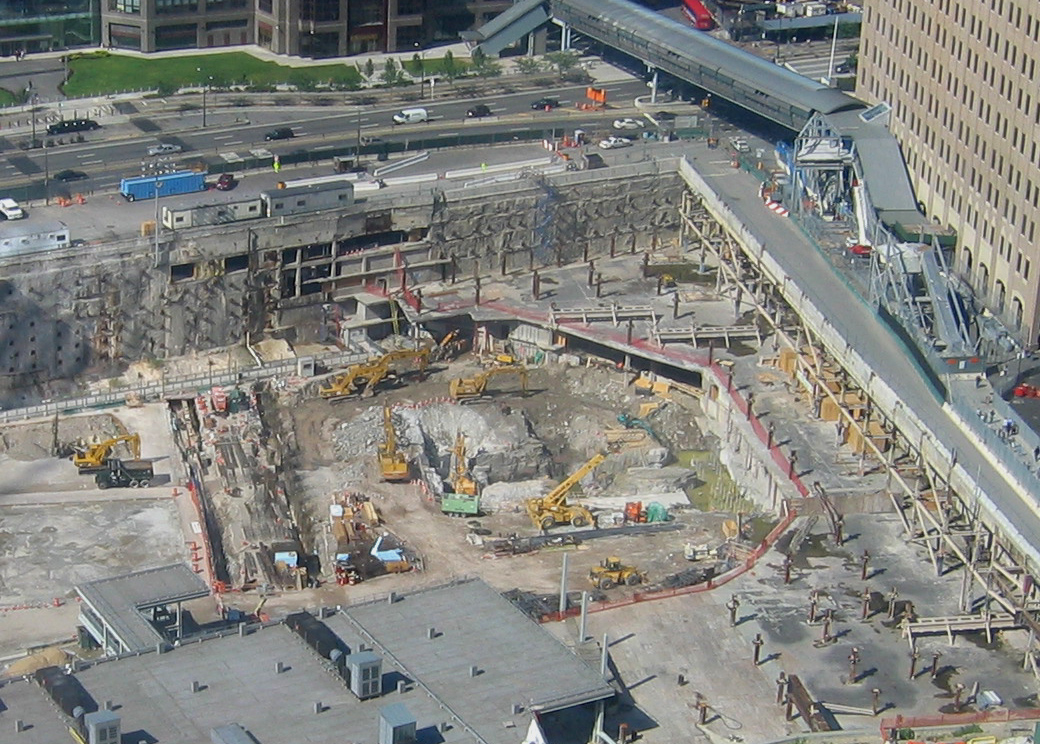
2006. október
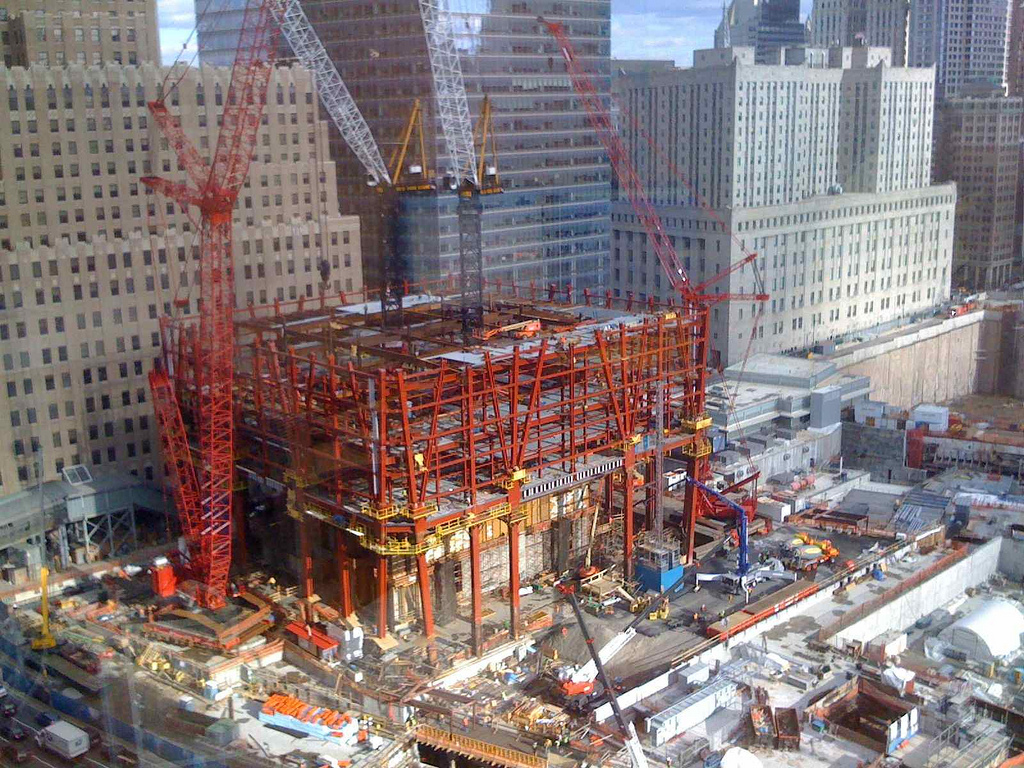
2009. december
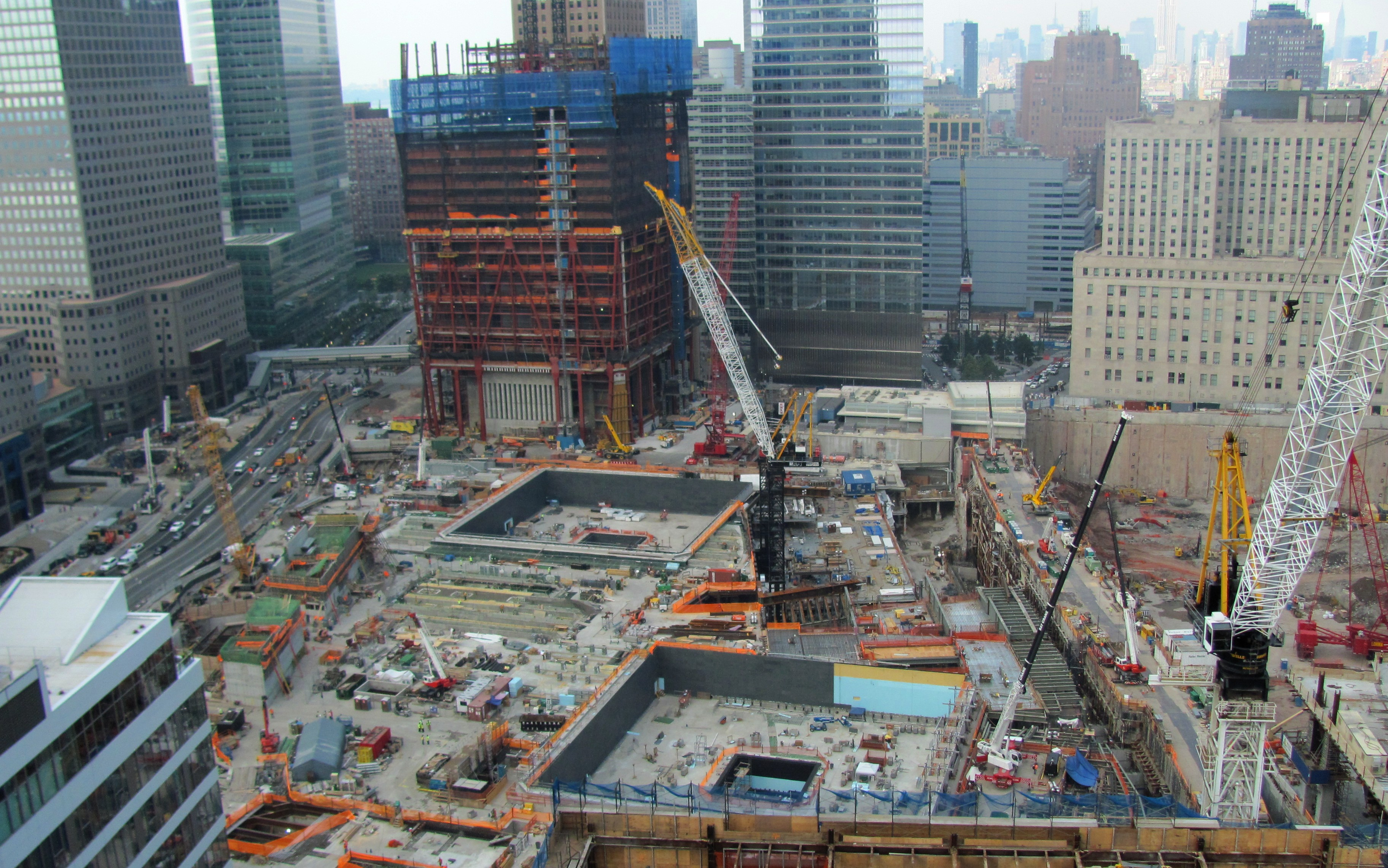
2010. július
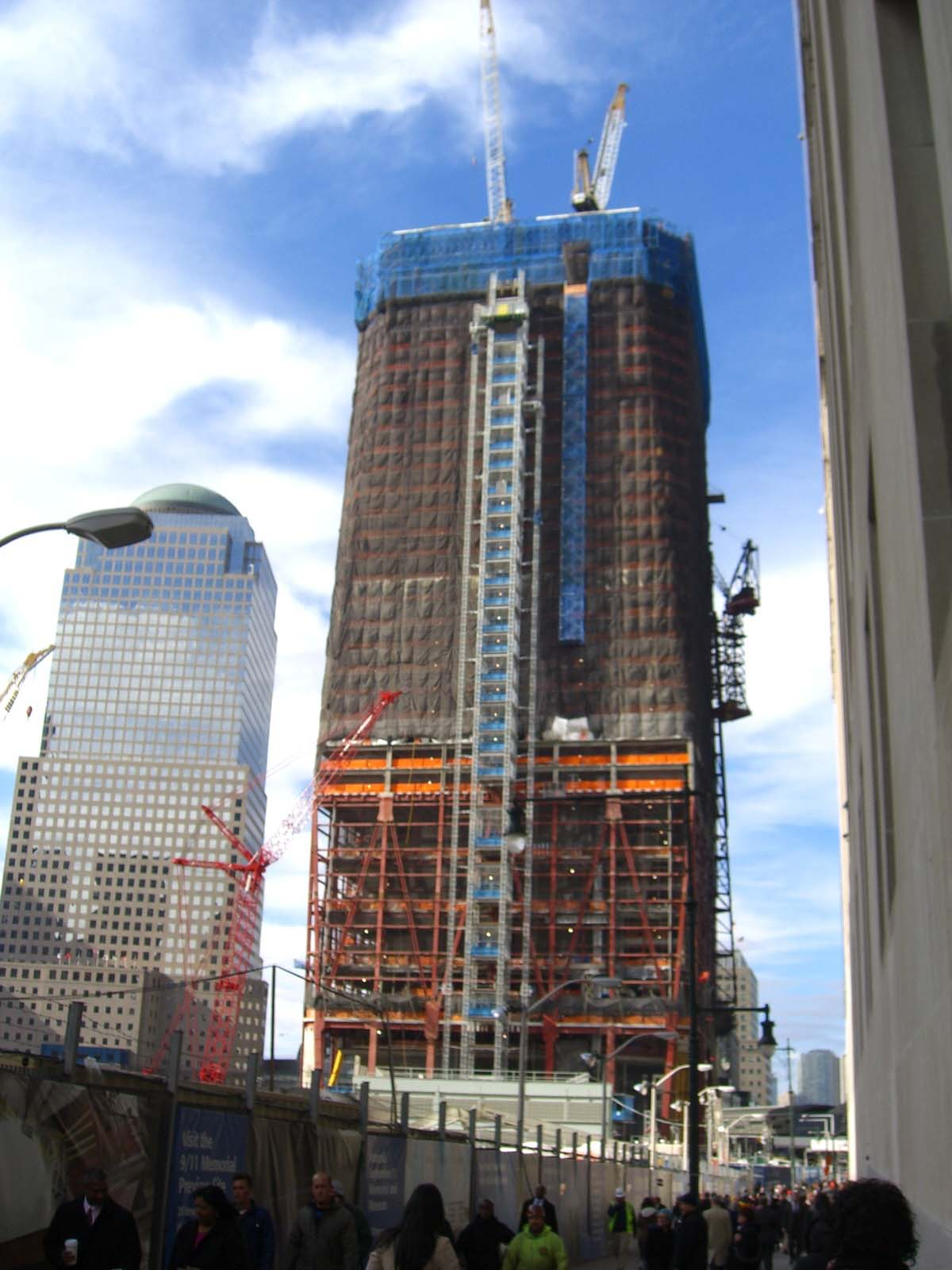
2010. november
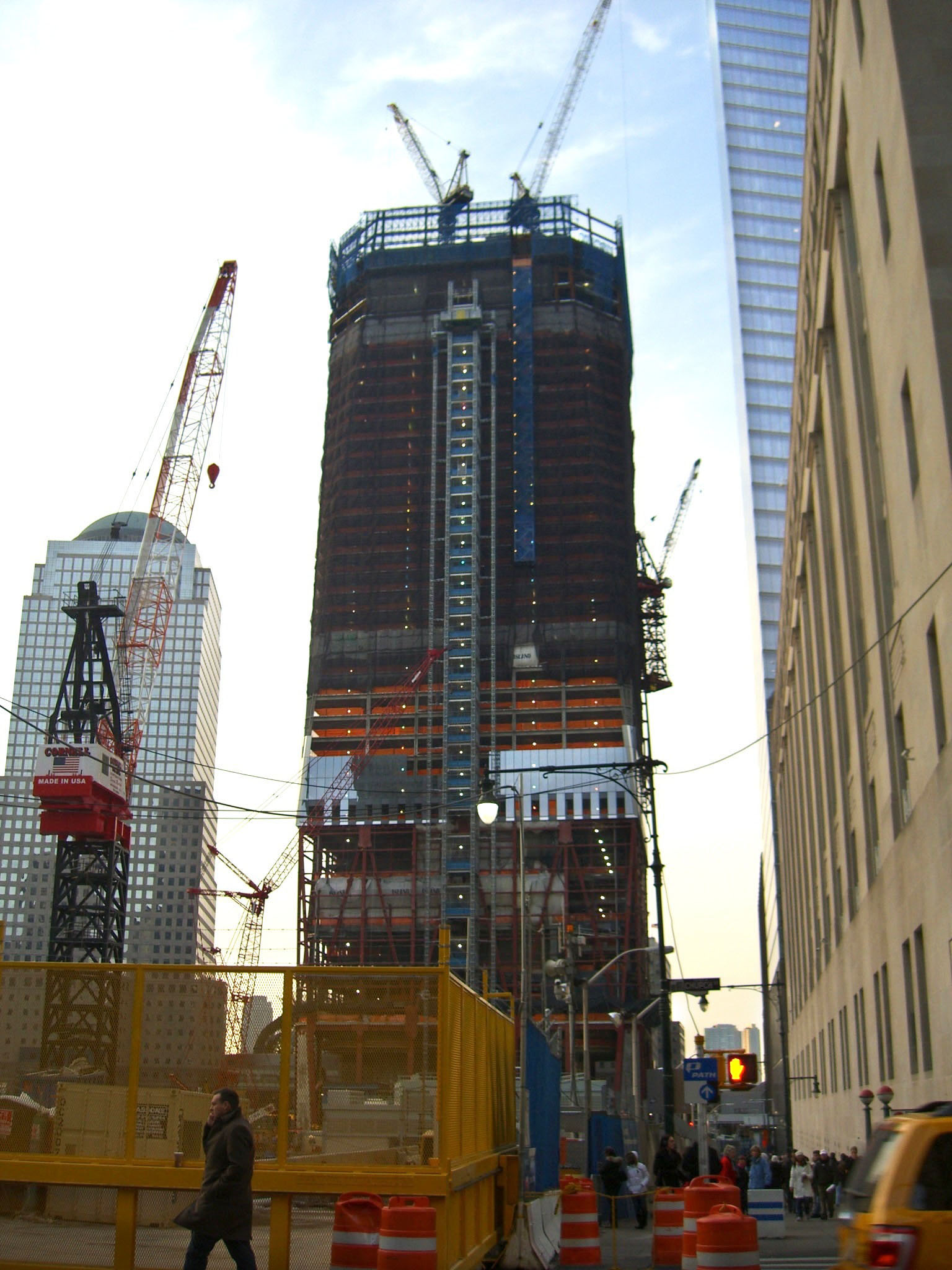
2010. december
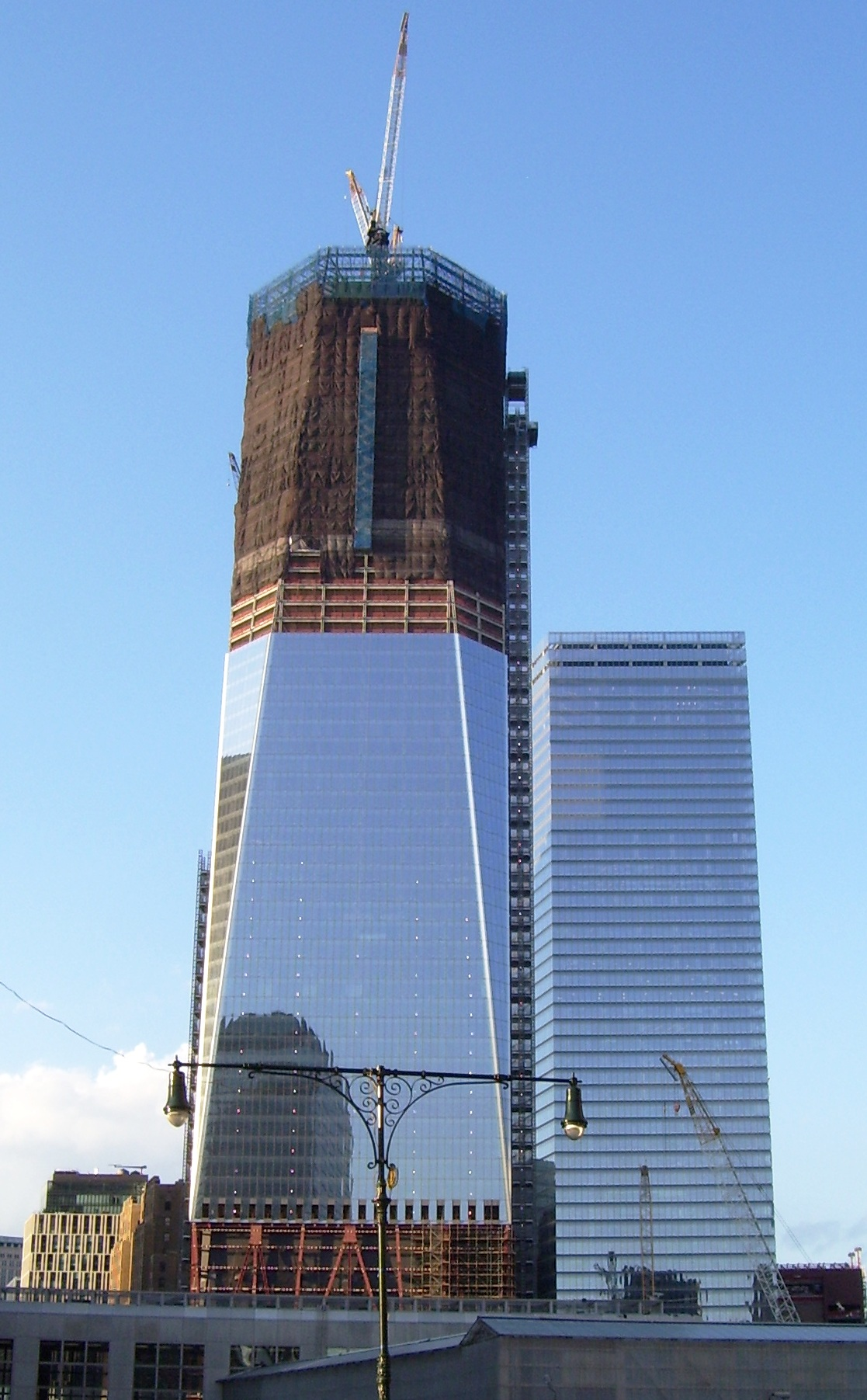
2011. július
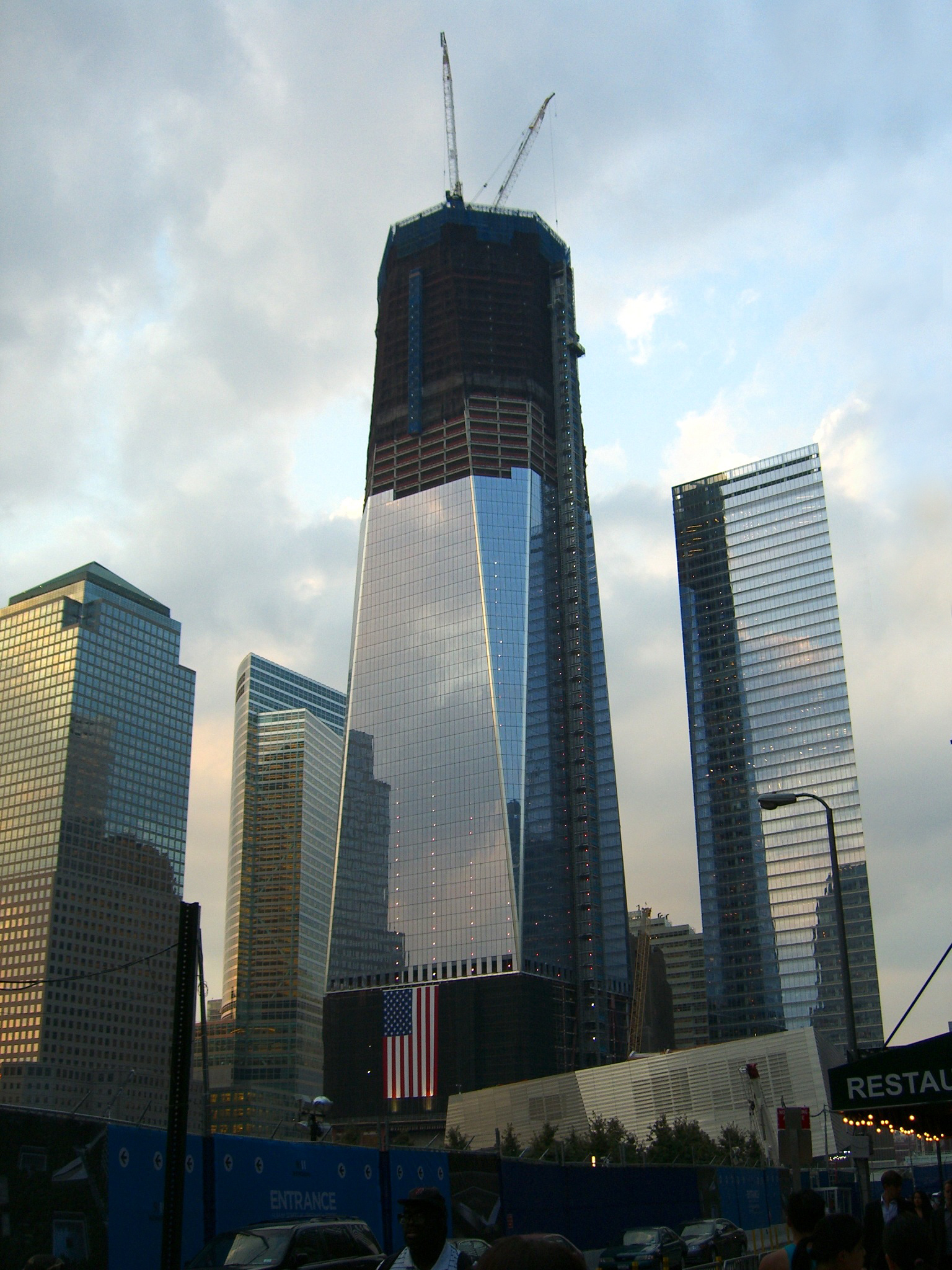
2011. szeptember
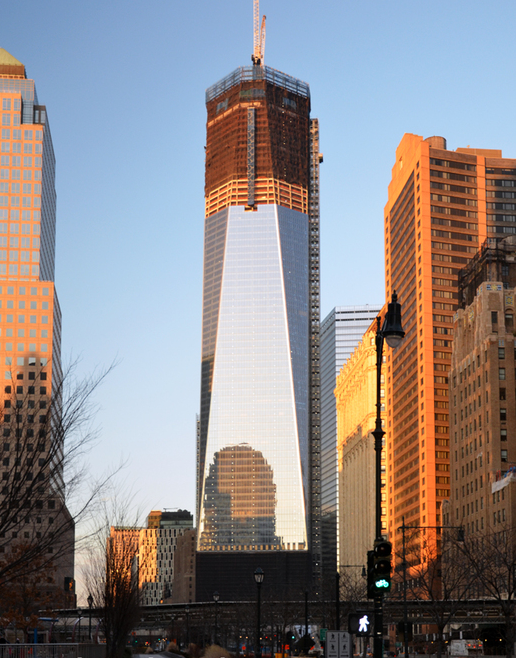
2012. január
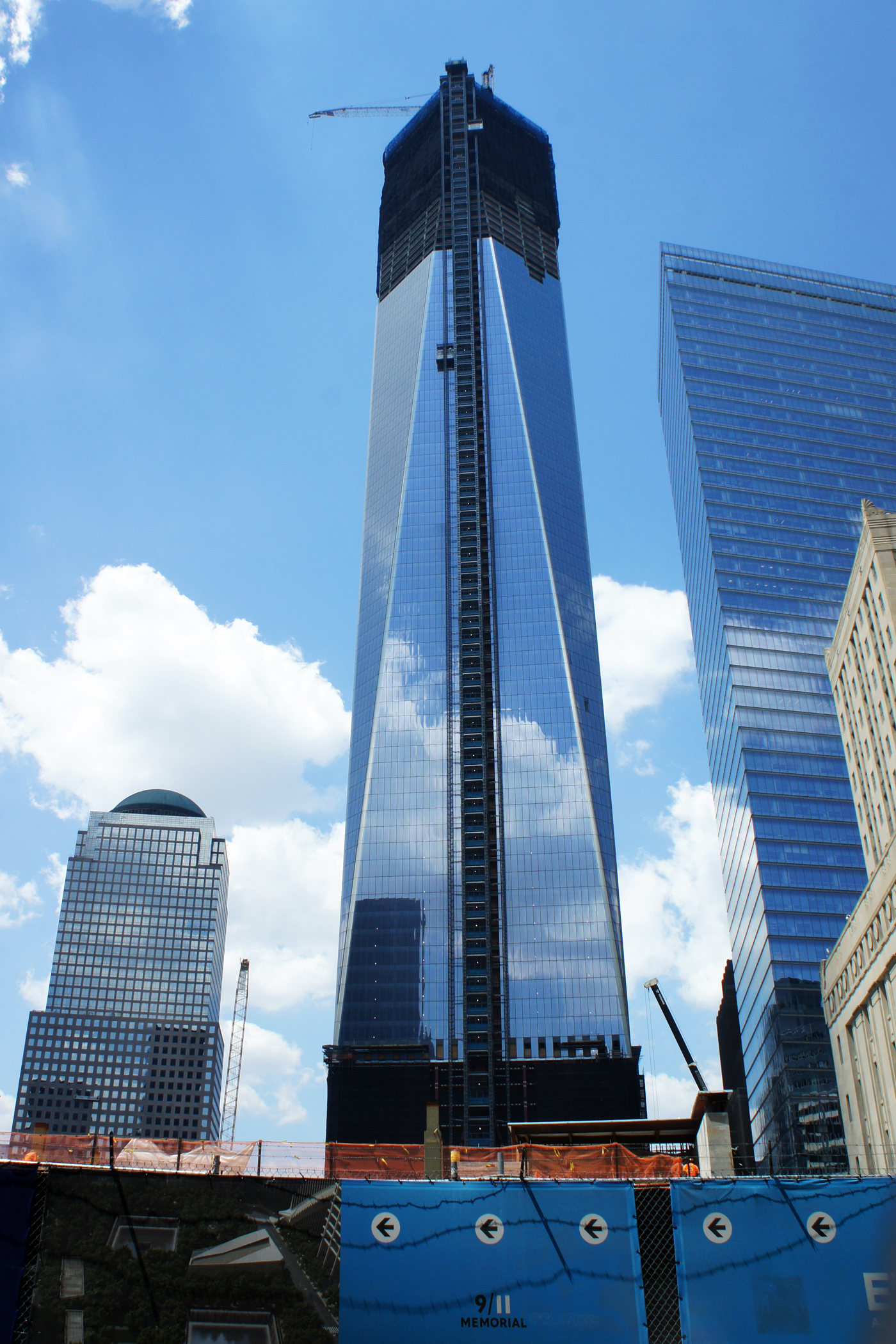
2012. július
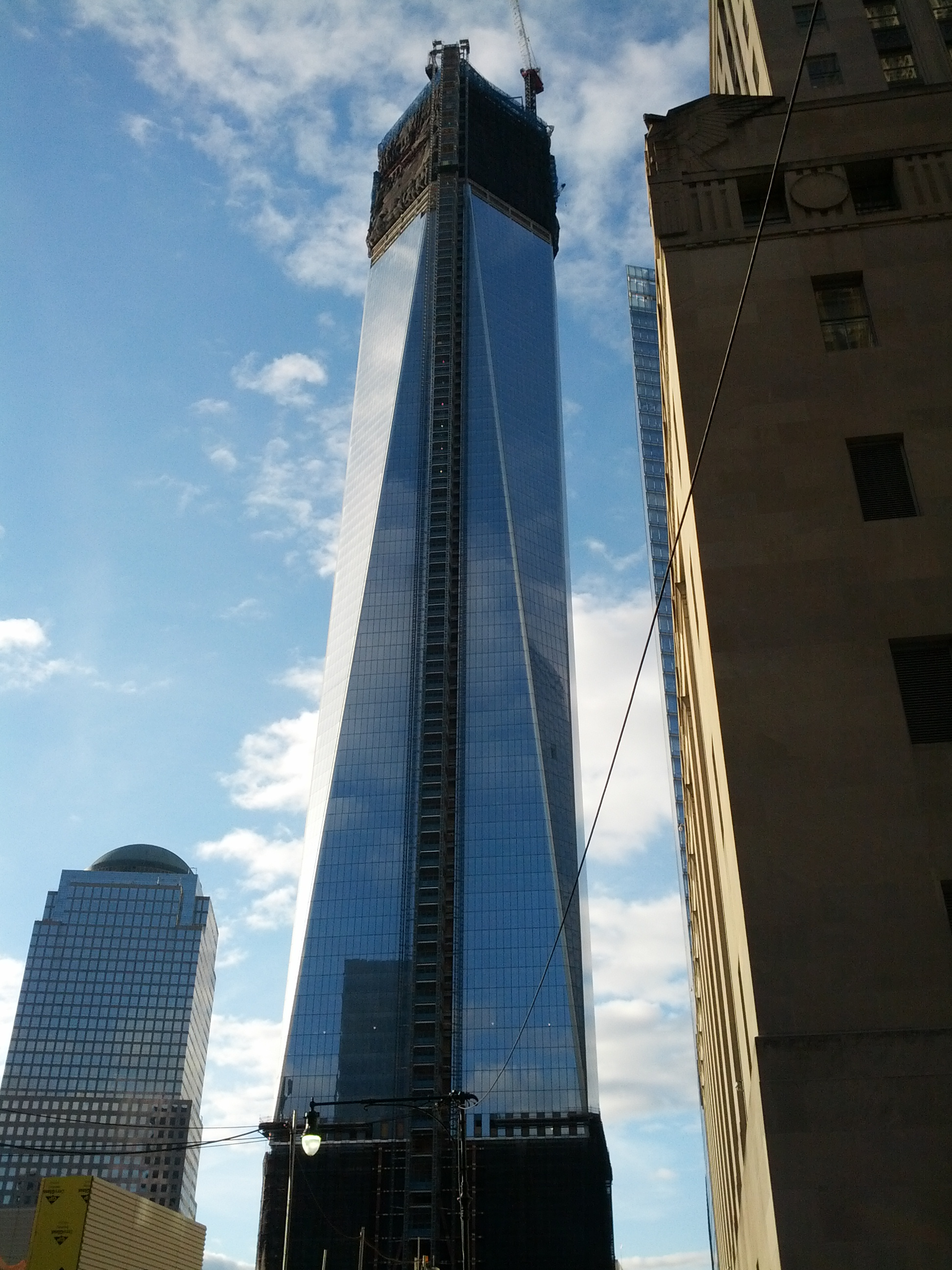
2012. november
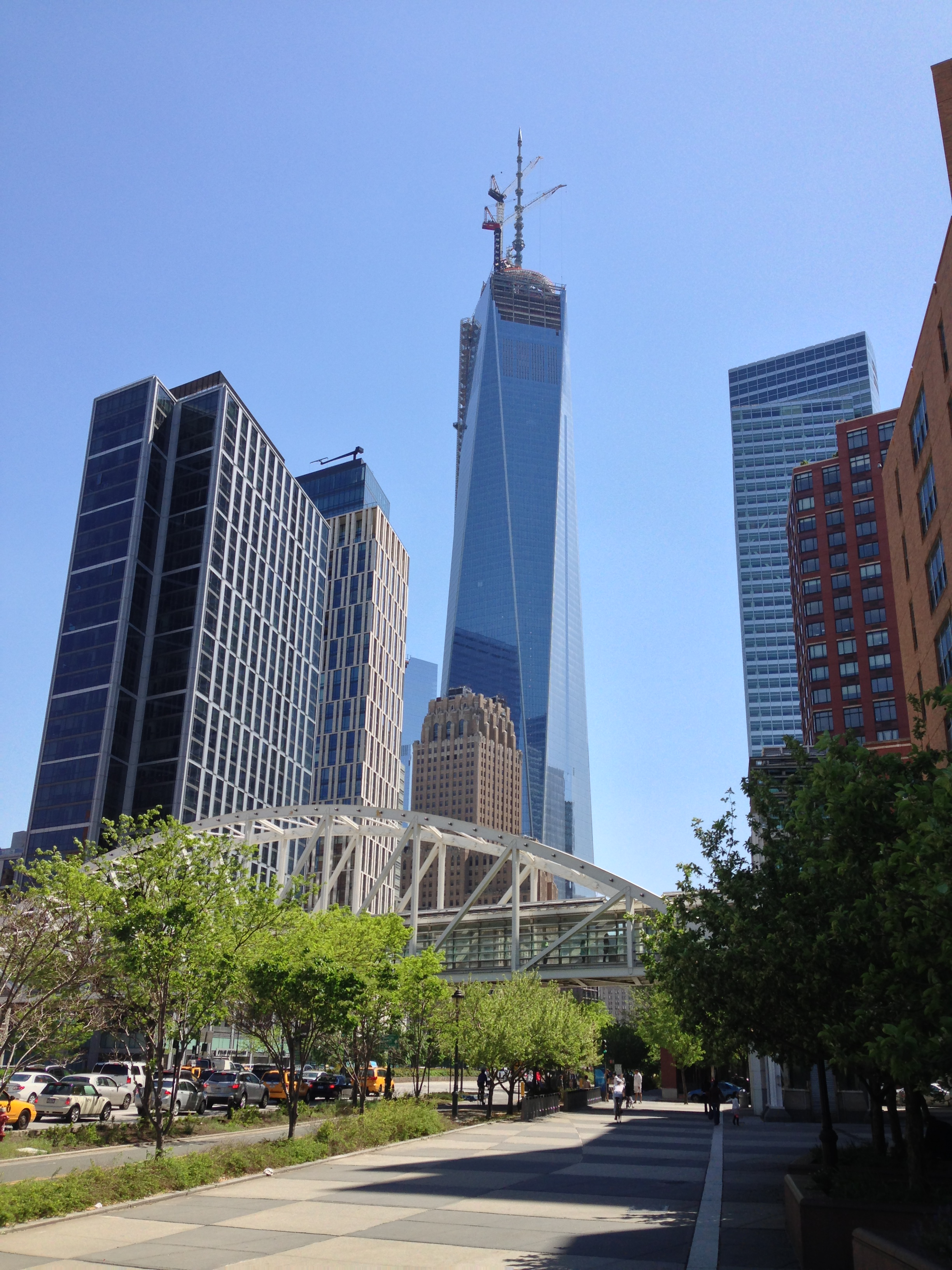
2013. május